# Berlangas de Roa
Berlangas de Roa és un municipi de la província de Burgos a la comunitat autònoma de Castella i Lleó. Forma part de la comarca de Ribera del Duero.

## Demografia
| 1991 |  | 1996 |  | 2001 |  | 2004 |     | 2008 |  |
| ---- |  | ---- |  | ---- |  | ---- | --- | ---- |  |
| 312  |  | 282  |  | 242  |  | 226  | 218 |      |  |